# JBハイウェイサービス
JBハイウェイサービス株式会社（ジェイビィハイウェイサービス）は、本州四国連絡高速道路のサービスエリア、パーキングエリアの管理運営、道路巡回等の交通管理及び料金収受管理を行う企業である。
兵庫県神戸市中央区に本社を置く。

## 歴史
2006年4月1日、財団法人本州四国連絡道路管理協会（現・一般財団法人本州四国連絡高速道路協会）が管理してきた高速道路にあるサービスエリア、パーキングエリアを承継。

## サービス等

### 高速道路地図
本州四国連絡高速道路が管理する自動車専用道路のうち、有人のサービスエリアまたはインフォメーションコーナーが併設された休憩施設に限り、本四架橋及び本四架橋につながる高速道路の専用地図を無償で配布している。

### ハイウェイスタンプ
瀬戸中央自動車道・神戸淡路鳴門自動車道・瀬戸内しまなみ海道毎にスタンプのデザインが異なる。
瀬戸中央道に関しては、民営化前の本州四国連絡道路管理協会が作成した旧式のスタンプに若干変更を加えており、有人対応である鴻ノ池SA・与島PAにそれぞれ設置されている。